# Huawei G6600
El Huawei 6600 es un teléfono celular cuatribanda GSM que cuenta con un teclado QWERTY, similar en forma a los BlackBerry. Cuenta con una pantalla TFT de 65k colores, cámara de 2 megapixels, radio FM con soporte para grabación, reproductor de audio y video, integración con redes sociales, Bluetooth Stereo y ranura de tarjetas de memoria microSD hasta 32 GiB.
Incluye 17 MB de memoria viene con una tarjeta de memoria MicroSD de 1 GiB o 2 GiB.

## Especificaciones
- Red GSM 850 / 900 / 1800 / 1900
- Dimensiones: 112.5 x 60.5 x 11.5 mm
- Peso: 102 g
- Tipo: TFT, 65K colores
- Tamaño: 320 x 240 píxeles, 2.4 pulgadas
- Teclado QWERTY
- Memoria: 17 Mb de memoria interno
- Agenda telefónica 500 entradas, Foto de llamada
- Registro de llamadas: Si
- Slot de tarjeta: microSD, hasta 32 GiB

## Características
- GPRS Clase 10 (4+1/3+2 slots)
- Velocidad de datos: 32–48 kbit/s
- Mensajería: SMS, MMS, Email, IM
- Navegador: WAP 2.0/xHTML, HTML (Opera Mini)
- Reloj Si
- Alarma Si
- Puerto infrarrojo No
- Juegos Si Java 2.0

## Cámara
2 MP, 1600x1200 píxeles, video

## Otros
- Integración con redes sociales
- MSN/Yahoo/Gtalk/Skype/AIM
- EDGE Clase 10
- Bluetooth v2.0 A2DP
- USB
- Aplicación Nimbuzz
- Reproductor de audio MP3/eAAC
- Reproductor de video MP4/H.263
- Radio FM Stereo; grabación FM
- Mapas Google
- Organizador
- Manos libres incorporado
- Java MIDP 2.0
- T9

## Batería
- Standard, Li-Ion
- Stand-by Hasta 200 h
- Tiempo de conversación Hasta 3 h 20 min

- Datos: Q4040803